# Panneau de contournement obligatoire en France
Le panneau de signalisation routière français circulaire à fond bleu, bordé d’un listel blanc et portant en son centre une flèche blanche oblique orientée vers le bas, signale à l’usager de la route qu’il doit contourner l’obstacle situé sur la chaussée à droite ou à gauche avant le panneau. Ce panneau est codifié B21a1 (tourner à droite) ou B21a2 (tourner à gauche) .

## Histoire

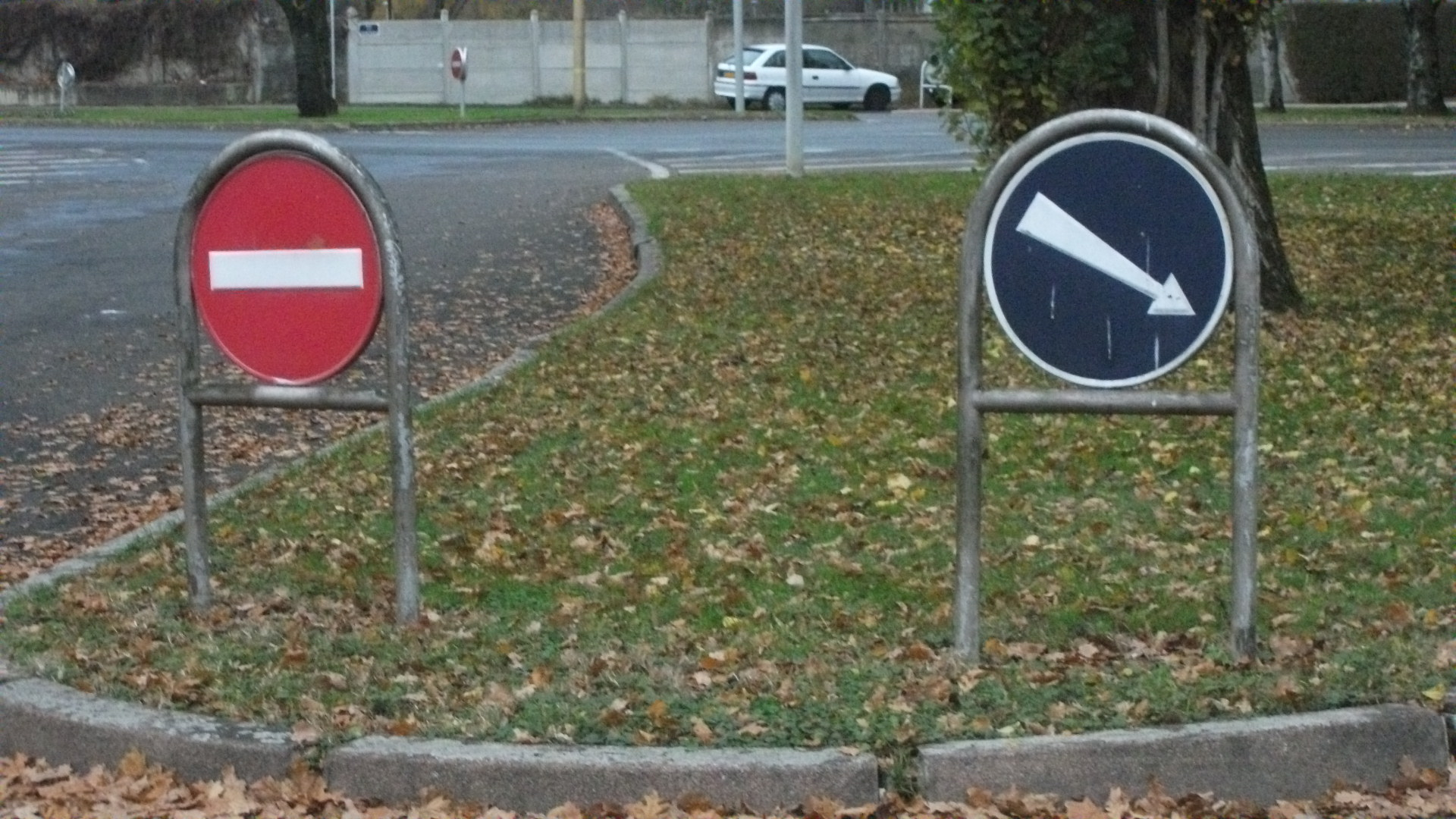
À droite, l’ancien signal B21a

Ce signal apparaît pour la première fois dans l'instruction interministérielle faisant l’objet de l’arrêté du 22 octobre 1963. Codé B21a, il constitue, avec le panneau B25, l’un des deux nouveaux panneaux d’obligation apparus dans cette instruction. La flèche est blanche, orientée vers la droite. Le fond est bleu de roi.
En 1977, les deux directions font l'objet de signaux différents. Le dessin de la flèche est à nouveau changé et simplifié, à l'instar de nombreux autres panneaux. Ainsi les arêtes du corps de la flèche sont désormais parallèles. Les signaux sont alors codés B21a1 et B21a2. Ces modèles sont toujours en vigueur.

## Usage

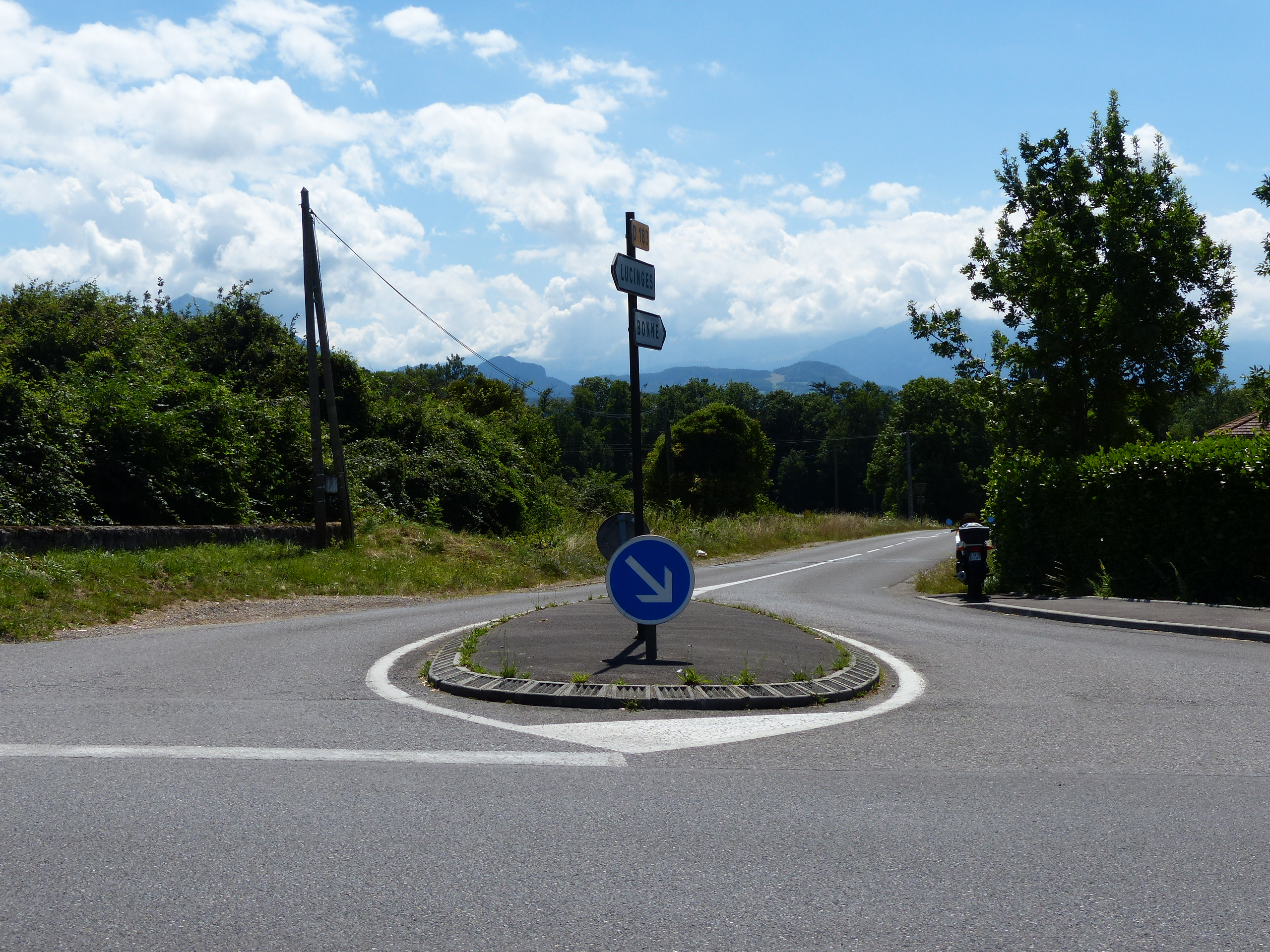
Panneau B21a1, Cranves-Sales, Haute-Savoie

### Signalisation d'un ouvrage dans un carrefour ou sur une chaussée
L'article R.412-27 du code de la route dispose que :
« Sauf dispositions différentes prises par l'autorité investie du pouvoir de police, tout ouvrage, borne, terre-plein ou monument établi sur une chaussée, une place ou un carrefour et formant obstacle à la progression directe d'un véhicule doit être contourné par la droite ». Il n'y a donc en général pas lieu d'utiliser les signaux d'obligation ou d'interdiction sauf à assurer éventuellement un balisage convenable.
Cependant, il peut arriver que, notamment de nuit, une certaine hésitation soit possible dans la perception de l'obstacle et qu'une signalisation soit nécessaire. On utilise alors, soit un marquage au sol, soit un ou plusieurs panneaux de sens interdit B1, soit un ou plusieurs panneaux B21a. C'est en particulier le cas pour les têtes d'îlots.
Lorsque l'on veut informer l'usager de ce qu'une seule des deux chaussées qu'il va rencontrer est accessible, il n’y a pas lieu de placer côte à côte un panneau B1 et un B21-1 ou B21-2. Un seul est suffisant, sauf dans des configurations complexes.

### Signalisation des obstacles sur la chaussée
Certains obstacles peuvent être contournés par la droite ou par la gauche. Cette disposition est à éviter toutes les fois que cela est possible. Quand elle est imposée par la disposition des lieux (pile de pont par exemple), on ne saurait disposer, à la tête de l'obstacle, un panneau B21-1 et un B21-2 (ou un B21a1 et un B21a2). Ces panneaux imposant la direction à suivre, on ne peut en utiliser deux qui sont forcément contradictoires.
Si une signalisation est nécessaire, il sera mis en place un ou plusieurs des éléments suivants : balisage de l'obstacle, présignalisation par panneau de type D42a et marquage (marques sur chaussée).

## Caractéristiques
Il existe cinq gammes de dimensions de panneaux de prescription.

## Implantation

### Position
Les panneaux B21a1 et B21a2 sont des panneaux de position et sont donc à l’emplacement de l’endroit où doit se faire la manœuvre.

### Hauteur au-dessus du sol
En rase campagne, la hauteur réglementaire est fixée en principe à 1 m (si plusieurs panneaux sont placés sur le même support, cette hauteur est celle du panneau inférieur), hauteur assurant généralement la meilleure visibilité des panneaux frappés par les feux des véhicules. Elle peut être modifiée compte tenu des circonstances locales soit pour assurer une meilleure visibilité des panneaux, soit pour éviter qu'ils masquent la circulation.
En agglomération, lorsqu’il y a un éclairage public, les panneaux peuvent être placés à une hauteur allant jusqu'à 2,30 m pour tenir compte notamment des véhicules qui peuvent les masquer, ainsi que de la nécessité de ne gêner qu'au minimum la circulation des piétons.

### Position de la face
Le plan de face avant d'un panneau implanté sur accotement ou trottoir doit être légèrement incliné de 3 à 5° vers l'extérieur de la route afin d'éviter le phénomène de réflexion spéculaire qui peut, de nuit, rendre le panneau illisible pendant quelques secondes.

## Visibilité de nuit
Les panneaux et panonceaux de signalisation doivent être visibles et garder le même aspect de nuit comme de jour. Les signaux de danger sont tous rétroréfléchissants ou éventuellement dans certaines conditions, éclairés.
Les revêtements rétroréfléchissants doivent avoir fait l'objet, soit d'une homologation, soit d'une autorisation d'emploi à titre expérimental. La rétroréflectorisation porte sur toute la surface des panneaux et panonceaux à l'exception des parties noires.